# Queenvic kelty
Queenvic kelty är en spindelart som beskrevs av Norman I. Platnick 2000. Queenvic kelty ingår i släktet Queenvic och familjen Lamponidae. Inga underarter finns listade i Catalogue of Life.